# Rotterdam Open 1984
Il Rotterdam Open 1984, conosciuto anche come ABN AMRO World Tennis Tournament 1984 è stato un torneo di tennis giocato sul sintetico indoor. È stata la 11ª edizione del Rotterdam Open e fa parte del Volvo Grand Prix 1984. Si è giocato all'Ahoy Rotterdam indoor sporting arena di Rotterdam in Olanda Meridionale, dal 12 al 18 marzo 1984.

## Campioni

### Singolare
Ivan Lendl vs.  Jimmy Connors, finale interrotta sul 6–0, 1–0

### Doppio
Kevin Curren /  Wojciech Fibak hanno battuto in finale  Fritz Buehning /  Ferdi Taygan con il punteggio di 6–4, 6–4